# クラウディオ・ゼリト・ダ・フォンセカ・フェルナンデス・アギアール
リト（Lito）ことクラウディオ・ゼリト・ダ・フォンセカ・フェルナンデス・アギアール（ポルトガル語: Cláudio Zélito da Fonseca Fernandes Aguiar、1975年2月3日 - ）は、ポルトガルとカーボベルデの元サッカー選手、現サッカー指導者。元カーボベルデ代表。選手時代のポジションはFW。

## クラブ歴
カーボベルデのサンティアゴ島にあるペードラ・バデジョで生まれたが、サッカー選手としては全てをポルトガルで過ごし、1部から下部のリーグまでのほぼ全てのリーグに在籍した。
リスボンの地域リーグに所属するグルーポ・デスポルティーヴォ・アギアス・デ・カマラテで選手となった。その後、ADファフェ、SCエスピーニョ、イモルタルDC、FCマイアに在籍。
2003-04シーズン、モレイレンセFCに移籍し28歳でプリメイラ・リーガ初出場を飾った。クラブは2004-05シーズンに降格してしまうが、彼自身はプリメイラに個人残留し、アソシアソン・ナヴァル・プリメイロ・デ・マイオに移籍した。
32歳にしてアカデミカ・コインブラに加入、移籍後2年間は彼のキャリアハイと呼べる時期となり、この2シーズンで17得点を獲得し、特に2007年11月4日はCFエストレラ・アマドーラ戦でハットトリックを決めてホームゲームを3-3の引分に持ち込む事となった。2009-10シーズンは得点こそ少なかったがクラブを1部に残留させるのに一役買う活躍をした。2010-11シーズンには昇格組のポルティモネンセSCに移籍、移籍金は明らかになっていない。
その後、2011-12シーズンにFCアロウカ、2012-13シーズンにアトレティコ・クルーベ・デ・ポルトゥガルに、2013-14シーズンにCDピニャルノヴェンセに在籍し選手を引退した。

## 監督歴
選手引退後は指導者となり自らの生まれたサンティアゴ島に帰還。スポルティング・クルーベ・ダ・プライアを2016-17シーズンから指揮しており、地域レベルのタイトルを齎す成功を収めた。2017年には国内タイトルも獲得した。